# Cantonul Mussy-sur-Seine
Cantonul Mussy-sur-Seine este un canton din arondismentul Troyes, departamentul Aube, regiunea Champagne-Ardenne, Franța.

## Comune
| Comune              | Populație (1999) | Cod poștal | Cod INSEE |
| ------------------- | ---------------- | ---------- | --------- |
| Celles-sur-Ource    | 441              | 10110      | 10070     |
| Courteron           | 122              | 10250      | 10111     |
| Gyé-sur-Seine       | 520              | 10250      | 10170     |
| Mussy-sur-Seine     | 1 185            | 10250      | 10261     |
| Neuville-sur-Seine  | 367              | 10250      | 10262     |
| Plaines-Saint-Lange | 321              | 10250      | 10288     |
| Polisot             | 331              | 10110      | 10295     |
| Polisy              | 191              | 10110      | 10296     |